# Crossing over

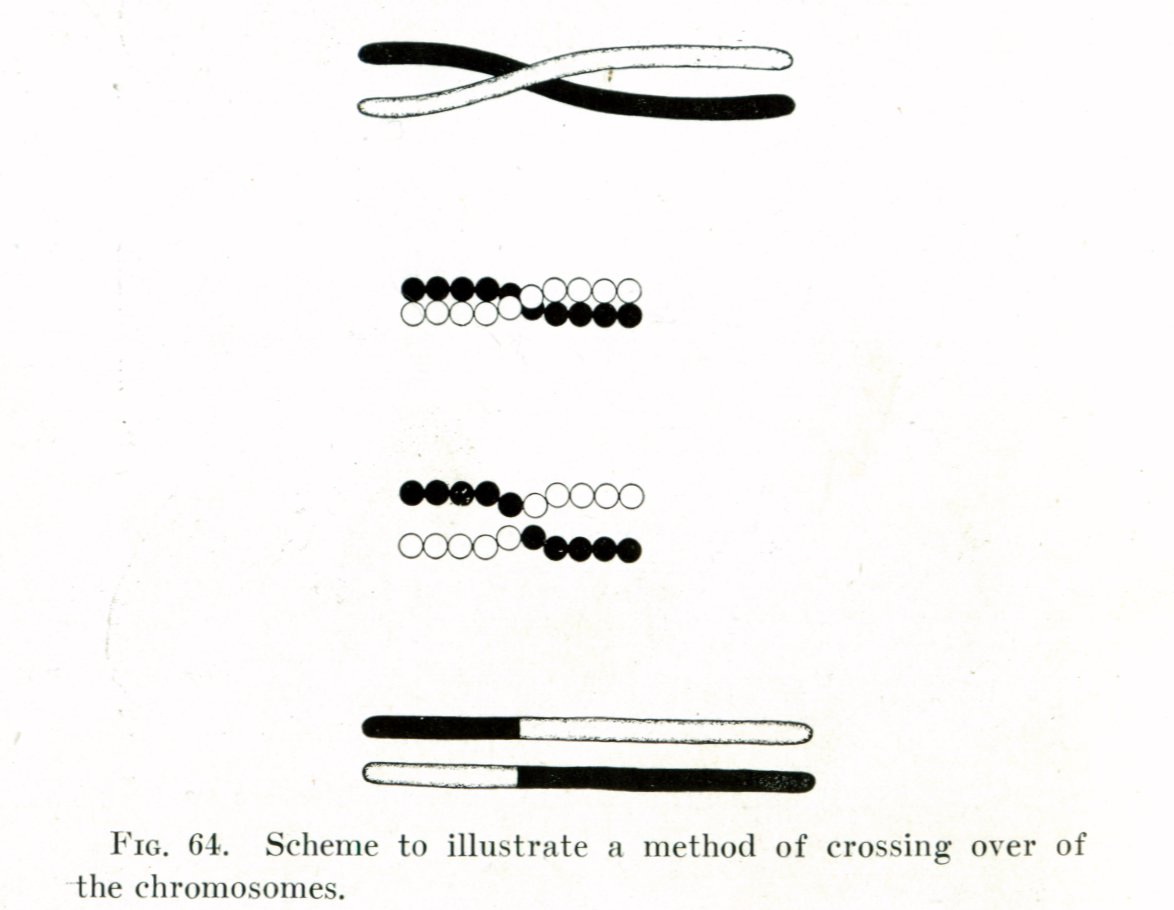
A meiózis során a homológ kromoszómák egymáshoz simulnak és kicserélik egymással egyes részeiket, átkereszteződnek és rekombinálódnak

A kromoszomális crossing over (más néven átkereszteződés), a genetikai rekombináció egy formája az a folyamat, melynek során a meiózis profázis I stádiumában párt alkotó két kromoszóma DNS szakaszokat cserél ki egymás között. A crossing over akkor megy végbe, amikor két kromoszóma, melyek homológok (egyik az apai, másik az anyai példány) egy ponton megtörnek, majd újrakapcsolódnak, de már a fordított végükkel. Ha ugyanazon a helyen törnek meg, például ugyanannál a génnél, akkor géncsere következik be.
Ha csak közel ugyanott törnek meg, akkor az génduplikációt eredményezhet az egyik kromoszómán, de deléciót a másikon. Ezt nevezzük kiegyensúlyozatlan átkereszteződésnek. Ha a kromoszómák eltörnek, majd újra kapcsolódnak a centromer ellentétes oldalán, akkor egy kromoszóma el is veszhet a sejtosztódásban.
Bármelyik homológ pár valószínűleg háromszor vagy négyszer fog átkereszteződni a meiózis során. Ez csökkenti a genetikai kapcsoltságot az ugyanazon kromoszómán lévő gének között. Azonban a populáció variabilitása növekszik a crossing over által.
A meiózis profázisának diplotén (egyes szerzők szerint pachitén) szakaszában megy végbe a folyamat, a kiazmák pontjainál.
A crossing over fizikai alapjait először Harriet Creighton és Barbara McClintock írta le 1931-ben.

## Lásd még
- Genetika
- Mitózis
- Sejtciklus
- Meiózis
- Gén
- Kiazma